# Střední vrch (Lužické hory, 657 m)
Střední vrch (německy Mittelberg) je zalesněná kupa o nadmořské výšce 657 m v Klíčské hornatině Lužických hor, na severu České republiky v okrese Děčín, katastru obce Kytlice, asi 1 km na jihozápad od nádraží Jedlová.

## Název
Vrchol se v minulosti nazýval Srní hora, používání tohoto názvu je doloženo ještě na státní mapě z roku 2002, či v knize Zeměpisný lexikon ČR: Hory a nížiny z roku 2006.

## Popis
Pravidelně utvářená kupa (neovulkanický suk tvořený třetihorním trachytem) je charakteristická pro území mezi Hraničním rybníkem, Velkou Tisovou a Jedlovskými rybníky. Vrchol, porostlý bukovým lesem, je zcela bez výhledu. Skalní tvary s patrným zvětráváním a odnosem. Na jižních svazích rostou bukové lesy, na severních smrkové. V podrostu s vyskytuje metlice křivolaká a starček hajný.